# Piková dáma (opera)
Piková dáma (rusky Пиковая дама) je předposlední opera ruského hudebního skladatele Petra Iljiče Čajkovského. Libreto vytvořil jeho bratr Modest Iljič Čajkovskij, a to na motivy stejnojmenného románu Alexandra Puškina (1834), jehož děj byl ale libretistou i skladatelem značně poupraven, navíc sám skladatel připsal některé verše árií (árie Jeleckého, arióso Lízy). Premiéru měla opera roku 1890 v Mariinském divadle v Petrohradě. Rok poté měla premiéru v Bolšoj těatru v Moskvě, v roce 1892 byla prvně uvedena v Praze, za osobní účasti skladatele. Šlo o první inscenaci opery mimo Rusko, dirigentem byl Adolf Čech. Čajkovskij operu napsal za 44 dní během pobytu ve Florencii. Má tři jednání a sedm obrazů. Hlavní postava Herman zpívá ve všech obrazech. Jeho party Čajkovskij tvořil ve spolupráci s ruským tenorem Nikolajem Fignerem, který roli pak zpíval i při petrohradské premiéře. Opera měla po svém uvedení okamžitý úspěch a patří k nejpopulárnějším dílům skladatele.